# Liste des maires du Bourget
La liste des maires du Bourget présente la liste des maires de la commune française du Bourget, située dans le département de la Seine-Saint-Denis en région Île-de-France.

## L'Hôtel de ville

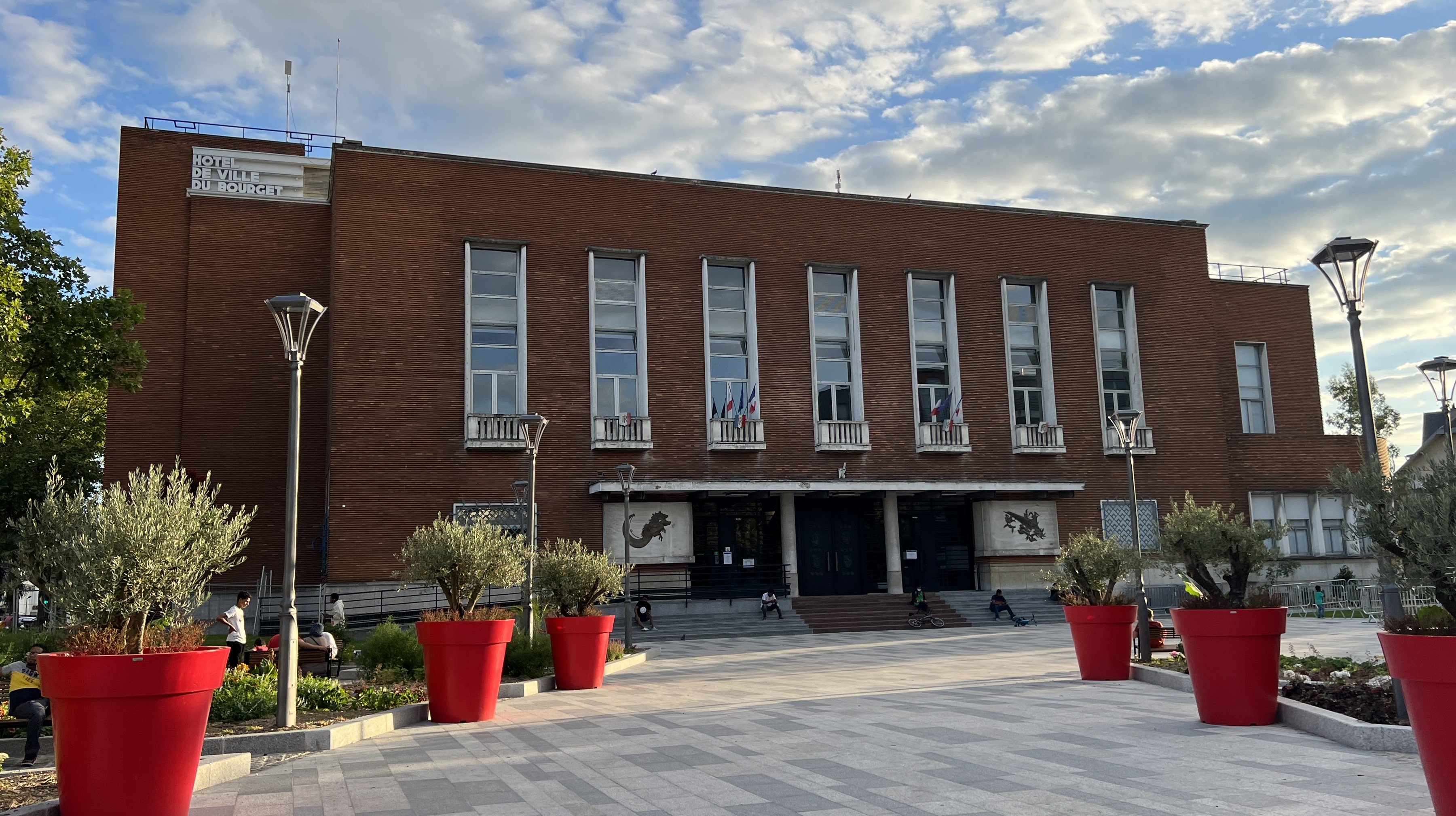
L'hôtel de ville en 2022.

## Liste des maires

### Entre 1787 et 1944
| Période                                  | Période  | Identité              | Étiquette            | Qualité                                                                                              |
| ---------------------------------------- | -------- | --------------------- | -------------------- | --- |
| 1787                                     | 1788     | Robert Gouffe         |                      | |
| 1788                                     | 1789     | Robert Chauveau       |                      | |
| 1789                                     | 1791     | Jean Charlemargne     |                      | |
| 1791                                     | 1793     | Pierre Godart         |                      | |
| 1793                                     | 1795     | Robert Gouffre        |                      | |
| 1795                                     | 1795     | Pierre Godart         |                      | |
| 1795                                     | 1802     | Jean Charlemargne     |                      | |
| 1802                                     | 1808     | Gabriel Rousselet     |                      | |
| 1808                                     | 1816     | Denis Mitton          |                      | |
| 1816                                     | 1828     | Pierre Musnier        |                      | |
| 1828                                     | 1843     | Claude Bourg          |                      | |
| 1843                                     | 1862     | Jules Laforest        |                      | |
| 1862                                     | 1871     | Michel Le Crosnier    |                      | |
| 1871                                     | 1876     | Pierre Delaplace      |                      | |
| 1876                                     | 1880     | Emile Buottourenville |                      | |
| 1880                                     | 1888     | Charles Paris         |                      | |
| 1888                                     | 1893     | Pierre Ancel          |                      | |
| 1893                                     | 1895     | Joseph Groulard       |                      | |
| 1895                                     | 1904     | Jules Delaunay        |                      | |
| mai 1904                                 | mai 1908 | Eugène Martin         |                      | |
| mai 1908                                 | mai 1925 | Victor Cavillon       | SFIO                 | Propriétaire Décédé en fonction                                                                      |
| mai 1925                                 | 1944     | Antonin Poggioli      | SFIO puis Pétainiste | Instituteur Conseiller général de la Seine Président de la délégation spéciale de Dugny (1940→ 1942) |
| Les données manquantes sont à compléter. |          |                       |                      | |

### Depuis 1944
Depuis la Libération, dix maires se sont succédé à la tête de la commune.
| Période       | Période                      | Identité              | Étiquette                | Qualité |
| ------------- | ---------------------------- | --------------------- | ------------------------ | --- |
| 1944          | 1945                         | Maurice Drouard       | SFIO                     | Président du Comité local de Libération |
| 1945          | mars 1959                    | Gustave Mary          |                          | Médecin |
| mars 1959     | mars 1965                    | Charles Corre         |                          | |
| mars 1965     | mars 1977                    | Maurice Houyoux       | DVD                      | |
| mars 1977     | février 1993                 | André Cadot           | DVD                      | Démissionnaire |
| février 1993  | juin 1995                    | Albert Le Bris        | DVD                      | Cadre technique à UTA |
| juin 1995     | décembre 2001                | Frédéric Gailland     | UDF-FD                   | Cadre à Orly Démissionnaire |
| décembre 2001 | octobre 2017                 | Vincent Capo-Canellas | UDF puis NC puis UDI-FED | Directeur de cabinet d'élus locaux Sénateur de la Seine-Saint-Denis (2011 →) Conseiller général du Bourget (2003 → 2011) Président de la CA de l'aéroport du Bourget (2006 → 2014) Démissionnaire à la suite de sa réélection comme sénateur |
| octobre 2017  | juillet 2020                 | Yannick Hoppe         | UDI                      | Assistant parlementaire de Vincent Capo-Canellas (2017 → 2020) |
| juillet 2020  | En cours (au 3 février 2023) | Jean-Baptiste Borsali | LR                       | Chargé de communication dans le secteur privé 4e vice-président de l'EPT Paris Terres d'Envol Réélu après un mandat écourté par la démission d'une partie du conseil municipal                                                               |